# فيرا فرانسيس سولومون
فيرا فرانسيس سولومون (بالإنجليزية: Vera Frances Salomons) من (31 أكتوبر 1888 حتى 12 نوفمبر 1969)، هي متبرعة يهودية بريطانية باحثة في مجال الفن. اشتهرت بمبادرتها في تأسيس وتمويل إنشاء متحف الفن الإسلامي في القدس ل.أ. ماير

## حياتها
ولدت فيرا سولومون في لندن في 31 أكتوبر 1888، هي الرابعة من بين خمسة أفراد عائلة السيد ديفيد ليونيل سولومونز (1851-1925) ولئورا جوليا دي شتيرن (1855-1935). كانت عائلتها تنتمي إلى مجموعة من العائلات الأنجلو-يهودية المعروفة باسم أبناء العم (בני הדודים the Cousinhood). برز في عائلتها شخصيات رئيسية ومفتاحية نشطوا وناضلوا من أجل الحقوق المدنية لليهود في العالم. وكان من أبرز هؤلاء عم والدها، النائب السير ديفيد سولومون (1797-1873)، الذي شغل منصب أول عمدة يهودي للندن. لم يكن لديه أطفال واختار والدها، وريثًا له. بإذن خاص من الملك، ورث والد سولومون ممتلكات عمه ولقبه.

## تأسيس متحف الفن الإسلامي
تأسس متحف الفن الإسلامي عام 1974، بتمويل من فيرا سولومون وسمي على اسم معلمها، ليو أريية ماير- باحث في مجال تاريخ الفن الإسلامي، بهدف التقارب بين الشعبين العرب واليهود في القدس، بالرغم من عدم استقرارها بشكل ثابت في القدس، فقد تنقلت بين محطات مختلفة في العالم. كانت مساهمة فيرا في هذا المتحف أكثر من مالية، فقد شاركت الأستاذ ماير بتجميع المعروضات وتصميم قاعات المتحف وبالأخص قاعة الساعات الخاصة بمجموعة أبيها من الساعات النادرة، وبعد وفاته، اختارت ريتشارد إيتينغهاوزن (1906-1979) مؤسس المجموعة الإسلامية في متحف المتروبوليتان للفنون لإكمال الطريق واقتناء معروضات أخرى. وبالإضافة إلى المتحف تم تأسيس مكتبة خاصة اعتبرت مركزاً للأبحاث في مجال الفن الإسلامي تخليداً لذكرى ماير جمعت كتبه وأبحاثه أيضاً (جزء كبير من المكتبة تم نقله إلى المكتبة الوطنية الإسرائيلية في القدس وأصبح جزءاً من مجموعاتها)

## وفاتها
حتى سنوات ال-60 كانت تمتلك منزلاً خاصاً في سويسرا.
توفيت في 12 نوفمبر 1969، في زيارة إلى أيرلندا ودفنت في مقبرة أدير المحلية